# 阿達梅洛山脈

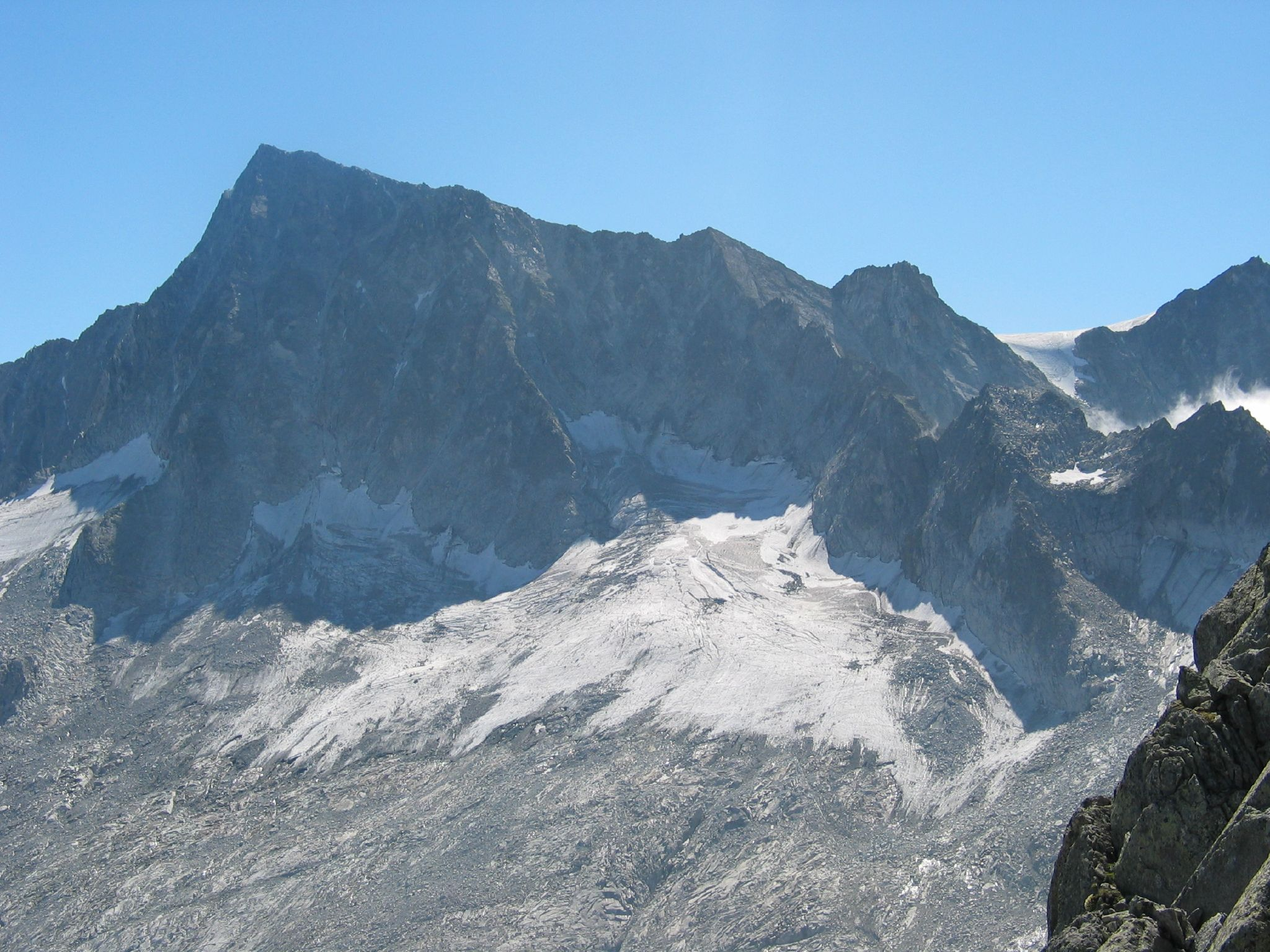

阿達梅洛山脈是意大利的山脈，位於布雷西亞和特倫托大區之間，屬於東阿爾卑斯山脈的一部分，長30公里、寬30公里，最高點海拔高度3,556米。